# Acacia chrysocephala
Acacia chrysocephala är en ärtväxtart som beskrevs av Bruce R. Maslin. Acacia chrysocephala ingår i släktet akacior, och familjen ärtväxter. Inga underarter finns listade i Catalogue of Life.